# Moregnano
Moregnano è un ex comune italiano della provincia di Fermo, attualmente frazione di 82 abitanti di Petritoli.
Fu comune prima dell'Unità d'Italia, e fino al 1860 appartenne alla Delegazione di Fermo dello Stato Pontificio.
È situata in posizione intermedia fra il suo capoluogo e quelli dei confinanti comuni di Monte Giberto e Ponzano di Fermo, a brevissima distanza da tutti e tre.

## Storia
Piccolo abitato in epoca picena, Moregnano fu posseduta in seguito da patrizi romani con il nome di Murena. Il territorio circostante conobbe poi insediamenti farfensi (VIII secolo), contestualmente alla fondazione della corte di Santa Maria Mater Domini a Ponzano.
Le prime notizie sul castello risalgono all'XI secolo, quando Moregnano apparteneva al vescovo fermano Ugone. Il 14 giugno 1214 transitò, come Castrum Morangiani, sotto il controllo della città di Fermo.
Minuscola fortificazione qual era, il castello di Moregnano visse generalmente tranquillo, se si eccettua l'invasione malatestiana del Piceno, che nel 1415 lo sottrasse brevemente (fino al 17 luglio 1417) alla signoria fermana.
Il comune fu aggregato a Petritoli dopo l'Unità d'Italia, nel 1869.

## Luoghi di interesse
Moregnano è stata profondamente trasformata nel Settecento, sicché delle antiche fortificazioni si intravede ancora il tracciato, ma i luoghi di interesse sono d'epoca più recente (XVIII secolo). Si ricordano:
- Palazzo Trenta
- Chiesa dei Santi Vittore e Corona.